# Football Club Yaoundé II
Actualités
Football Club Yaoundé II, plus fréquemment nommé FC Yaoundé II ou Yafoot, est un club de football camerounais basé à Yaoundé II, fondé en 1996, il évolue en Championnat du Cameroun de football.

## Histoire
Le FC Yaoundé II accède en première division du Cameroun en 2018.
La saison 2022-2023 Elite One débute le 15 octobre 2022 par le match Yaoundé Foot-Fauve Azur au Stade Omnisport de Yaoundé Annexe 1. Le club termine la saison à la 10e place de la poule B, il est relégué en Elite Two pour la saison 2023-2024.

## Palmarès
Il participe au tournoi MTN Elite One depuis 2018.
- Championnat du Cameroun de football de deuxième division : 1
  - Champion : 2017